# مکتب آتن (نقاشی)
مکتبِ آتن (به ایتالیایی: Scuola di Atene) یکی از آثار معروف رافائل، (۱۴۸۳ - ۱۵۲۰ میلادی) هنرمند ایتالیایی دوره رنسانس در قالب یک دیوار نگاره است که به عنوان بخشی از سفارش پاپ ژولیوس دوم برای تزئین اتاق‌هایی که اکنون (اتاق‌های‌رافائل) در قصر حواری، اقامت‌گاه وی در شهر واتیکان نامیده می‌شود، نقاشی شد (در بین سال‌های ۱۵۰۹_۱۵۱۱میلادی).
این اثر به عنوان شاهکار رافائل و تجسمی تمام عیار از روح کلاسیک دوران اوج رنسانس ایتالیایی، در زمانی که پاپ جولیوس دوم به تشویق هنرمندانی بزرگی چون رافائل، لئوناردو داوینچی، دل سارتو و میکل آنژ پرداخت و شهر رم را عملاً جایگزین شهر فلورانس در تمرکز آثار هنری اروپا در طول سال‌های رنسانس شد، شناخته می‌شود. این نقاشی به دلیل استفاده از پرسپکتیو دقیق، (مشخصه برجسته هنر رنسانس) که رافائل از لئوناردو آموخت، قابل توجه است. به همین ترتیب مضامین نقاشی مانند تولد دوباره فلسفه و فرهنگ یونان باستان در اروپا، از فعالیت‌های فردی لئوناردو در تئاتر، مهندسی، اپتیک، هندسه، فیزیولوژی، آناتومی، تاریخ، معماری و هنر الهام گرفته شده است.
درون نقاشی چهره‌های مختلفی از مشهورترین فلاسفه یونان باستان، دانشمندان جهان باستان و دیگر شخصیت‌های علمی و عرفانی که در تاریخ شناخته شده هستند وجود دارد. به دلیل این که خود رافائل به‌طور صریح به نام شخصیت‌های موجود در اثر اشاره نکرده است یا منبع مشخصی دربارهٔ آن وجود ندارد، نامگذاری شخصیت‌ها به‌طور دقیق آن ممکن نیست. تشخیص آن‌ها همواره با ابهاماتی همراه بوده است اما هویت بیشتر چهره‌ها تنها از طریق جزئیات یا کنایه‌های ظریف و مبهم قابل تشخیص است. در میان کسانی که معمولاً در دیوارنگاره شناسایی می‌شوند می‌توان به سقراط، فیثاغورث، ارشمیدس، هراکلیتوس، اوروس و زرتشت اشاره کرد، علاوه بر این، اعتقاد بر این است که هنرمندان ایتالیایی چون لئوناردو داوینچی و میکل آنژ به ترتیب در کنار افلاطون و هراکلیتوس نقاشی شده‌اند. در همین هنگام رافائل یک پرتره از خود در کنار بطلمیوس در گوشه سمت راست نقاشی قرار داد است که مانند امضای اوست، با این حال توافقی کلی در نامگذاری این دانشمندان وجود دارد. این توافق شامل موارد مختلفی از افراد خاص در طول تاریخ جهان می‌شود، به عبارت دیگر از سقراط، افلاطون، ارسطو و فیثاغورث گرفته تا بطلمیوس، اقلیدس، ابن‌رشد و ابن‌سینا (ابن‌سینا یا زرتشت) که همگی در این عکس یادگاری تاریخی در یکجا دیده می‌شوند.

## نگارخانه و توضیحات

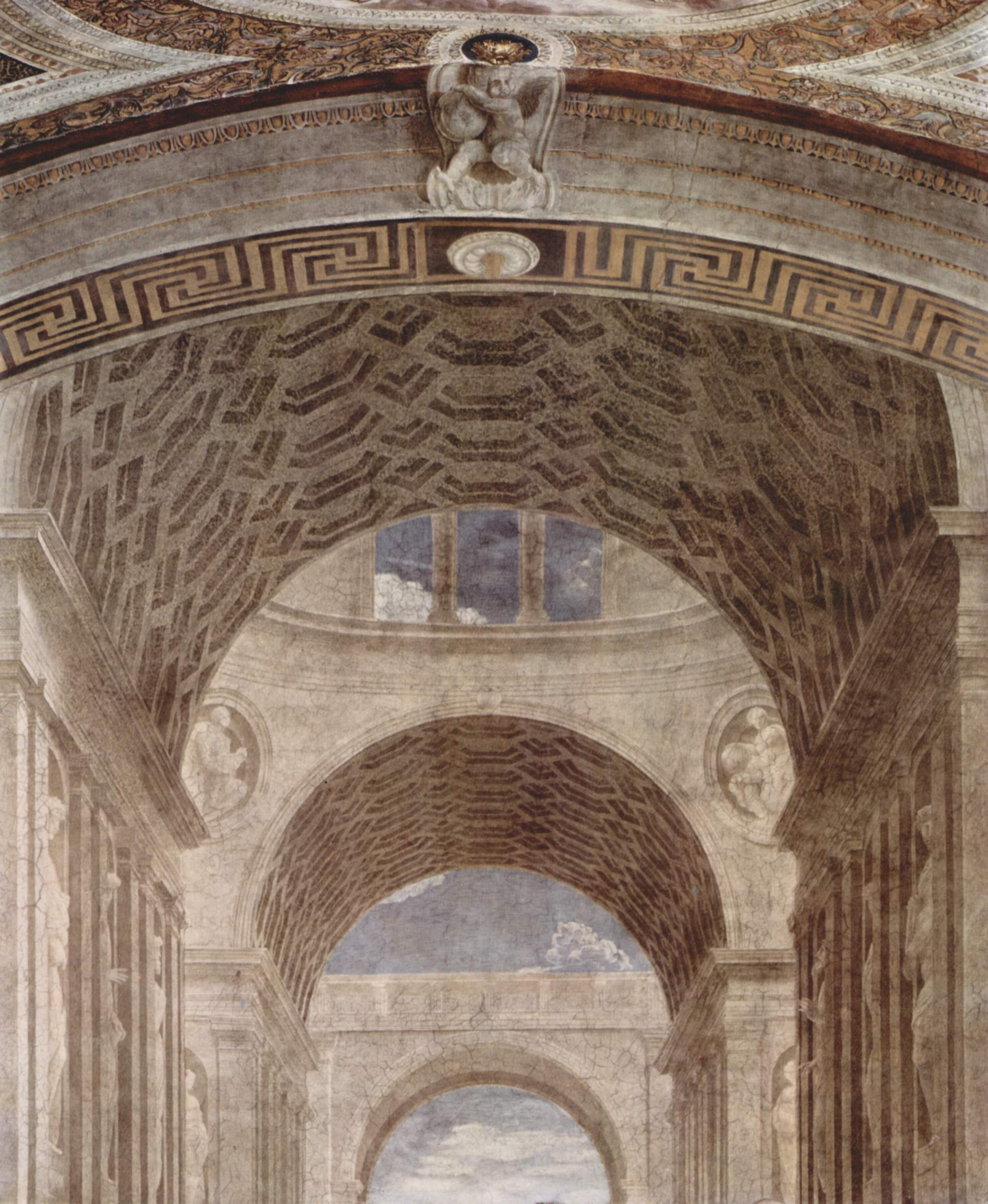
طاق بلند دانشگاه آتن
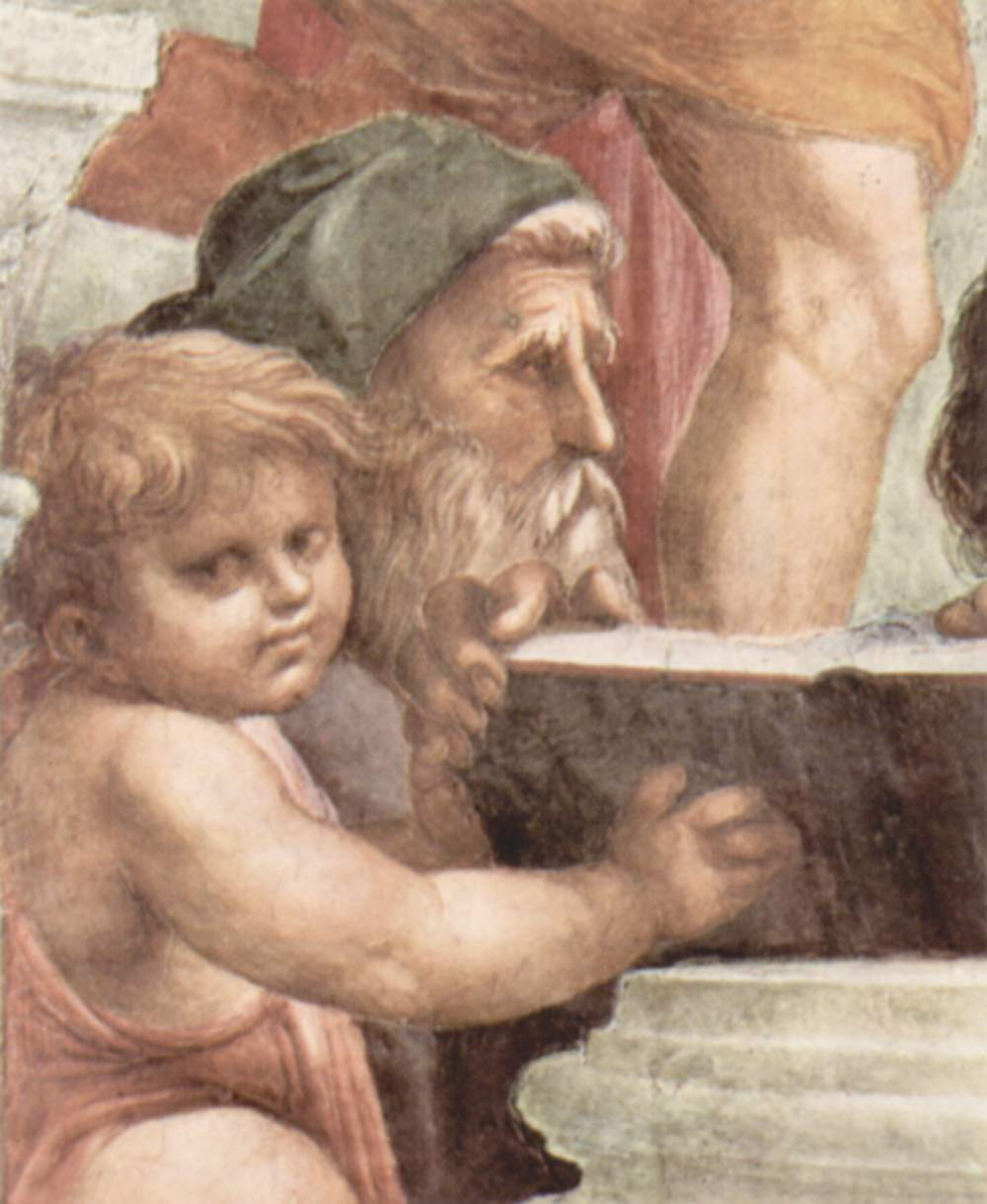
زنون رواقی ف در نقالی شسوف یونان‌باستان و بنیان‌گذار مذب رواقی.
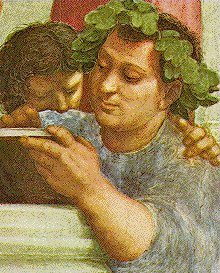
دم،ویتوس از برگترین فلاسفه قبل از سقراط که ملقب به فیلسوف خندان است. در این دیوارنگا ه کتاب خودچون  را بر سکویی نهاده و برگ‌هایی از درختدر کنار  سر دارد.
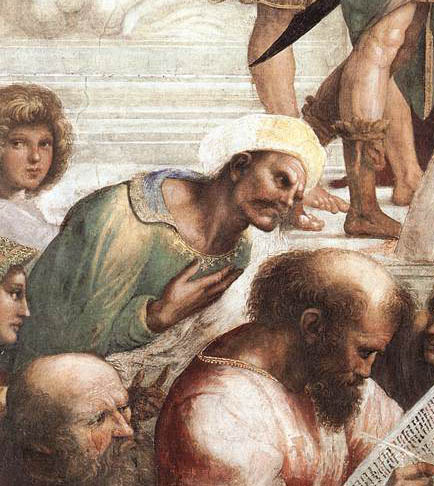
فیثاغورس با لباس روشن در حال نوشتن دا گوشه نقاشی، رست، پیرمرد نشسته در پشت سرش احتمالاً  بوئتیوس ه استیلسوف ایتالیایی است. ابن رشد اندلسی هم با خرقه سبز و عمامه سفید بالای سر فیثاغورس ایستاده است.
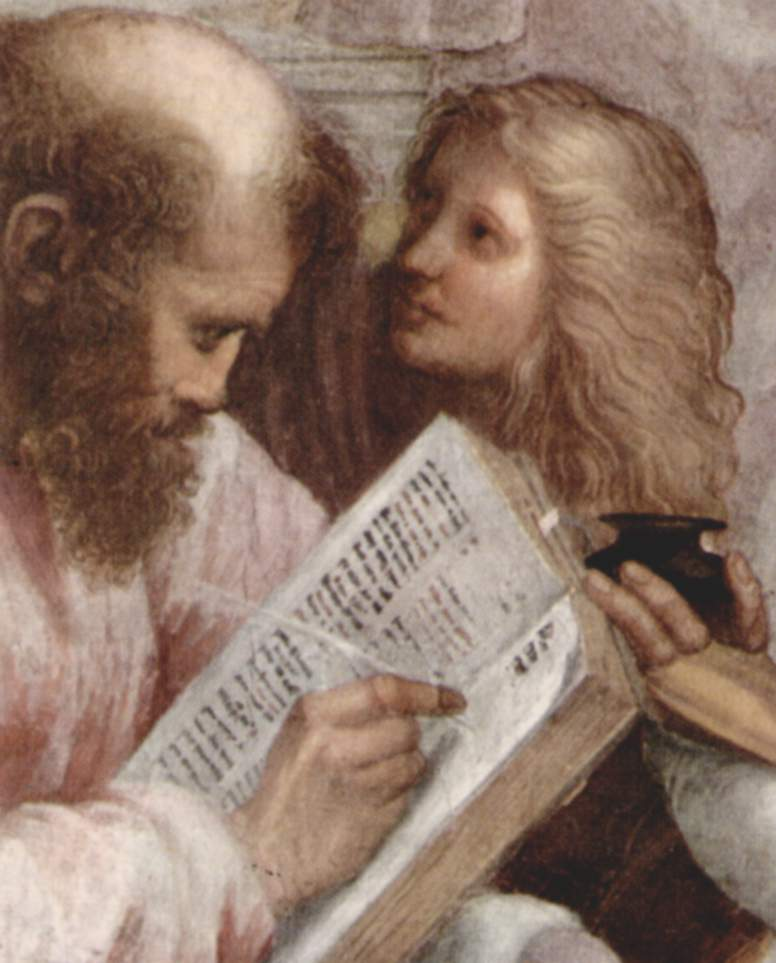
فیثاغورس در گوشه‌ای نشسته و به‌نظر می‌رسد مشغول نگارش یک کتاب است.
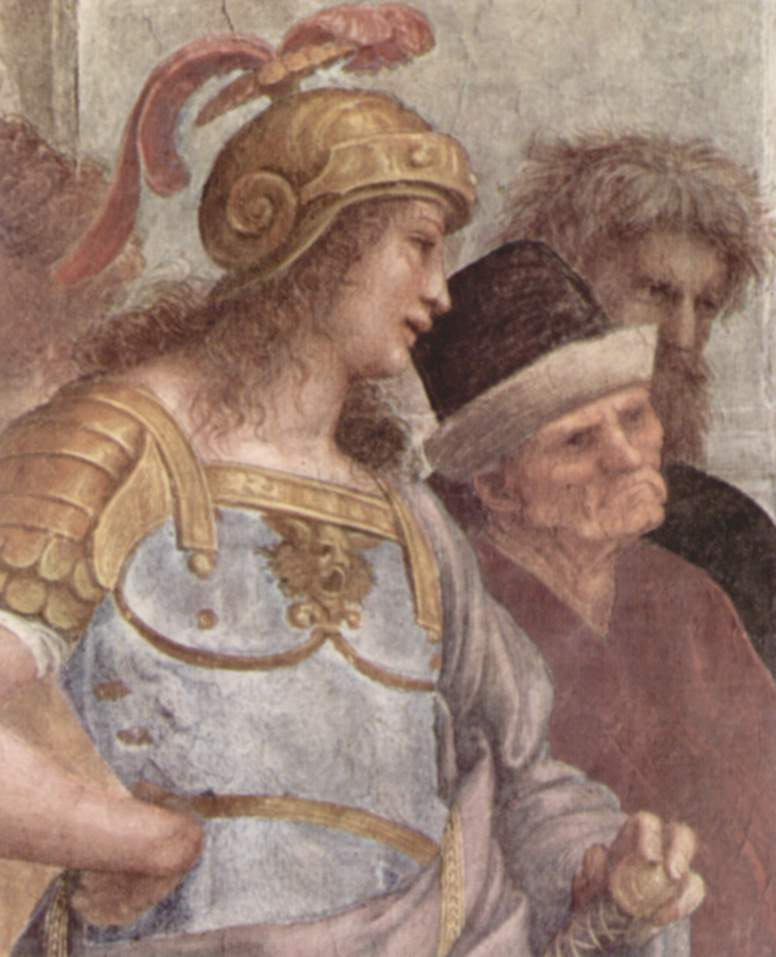
اسکندر مقدونی در هیئت پادشاهی مقابل سقراط ایستاده و به سخنانش گوش فرا می‌دهد. کسی که خرقه سرخ به تن دارد و با چهره‌ای متفکر کنار اسکندر ایستاده گزنفون از شاگردان سقراط است.
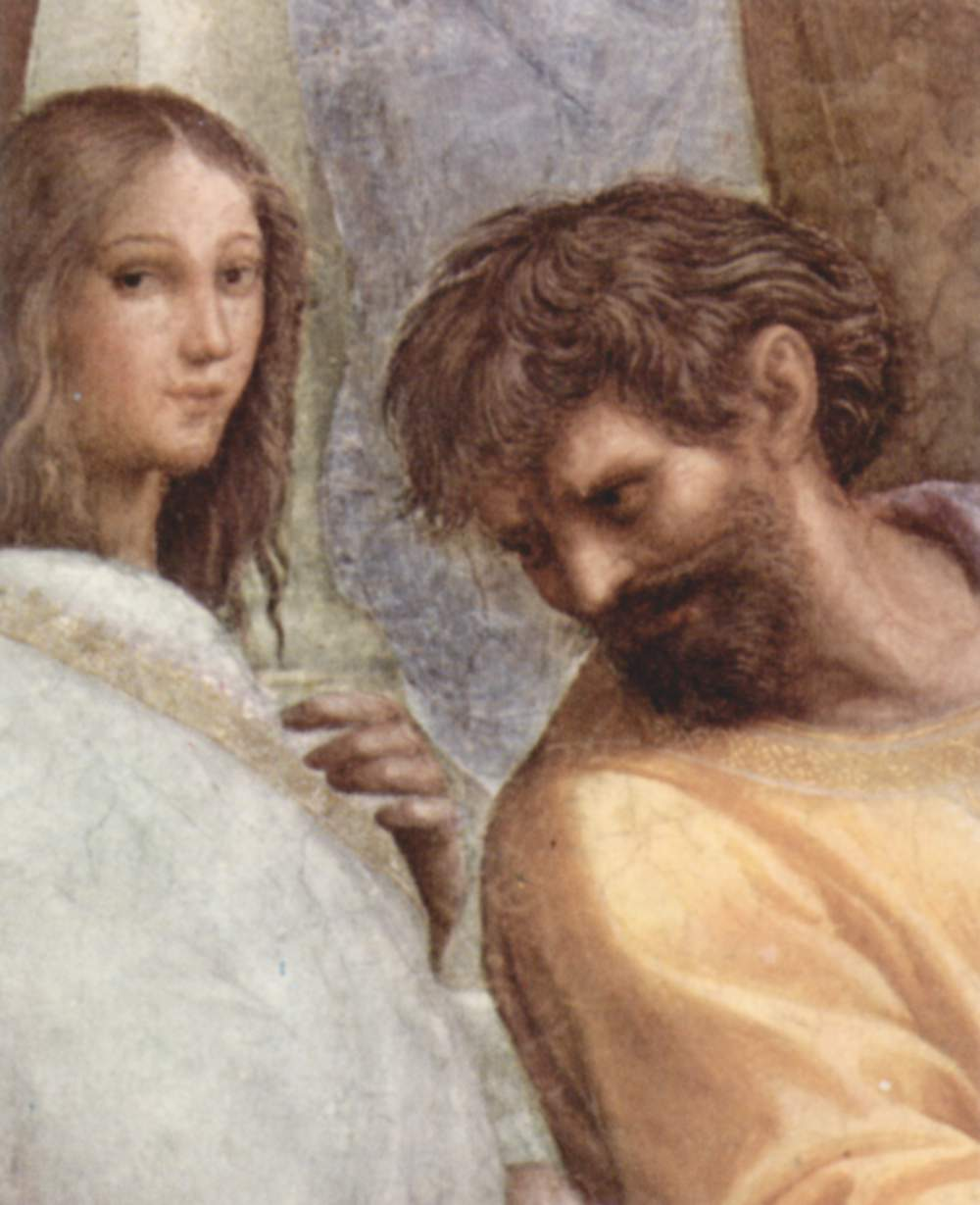
این خانم در کنار پارمنیدس، هیپاتیا است که یکی از معروف‌ترین فیلسوفان زن در تاریخ است. او در اسکندریه مصر متولد شد.
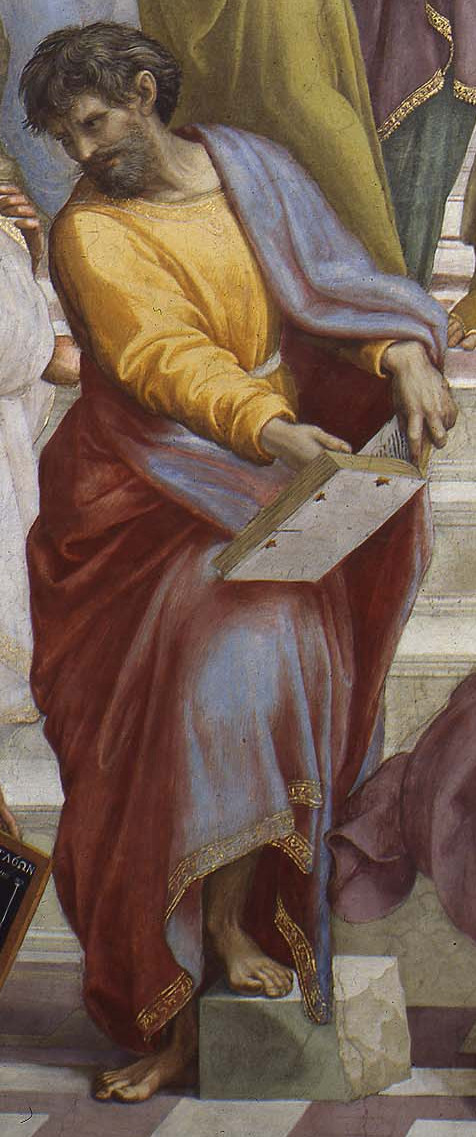
"پارمنیدس" در بالای سر هراکلیتوس ایستاده است.
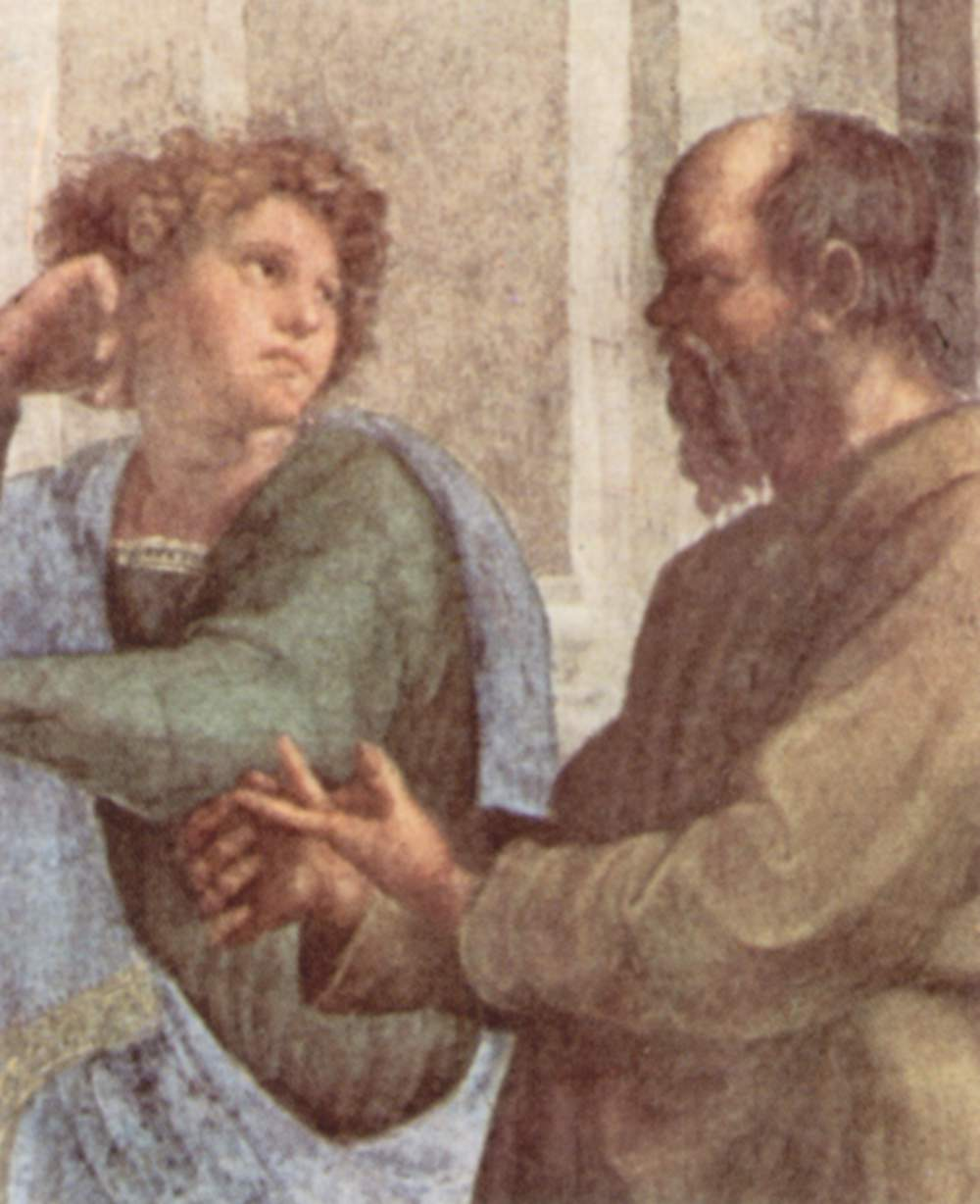
سقراط با خرقه‌ای سبزرنگ میانه جماعتی ایستاده و به مباحثاتی موسوم به "گفت‌وگوهای سقراطی" مشغول است و اشخاصی مثل اسکندر و گزنفون هم به او توجه می‌کنند.
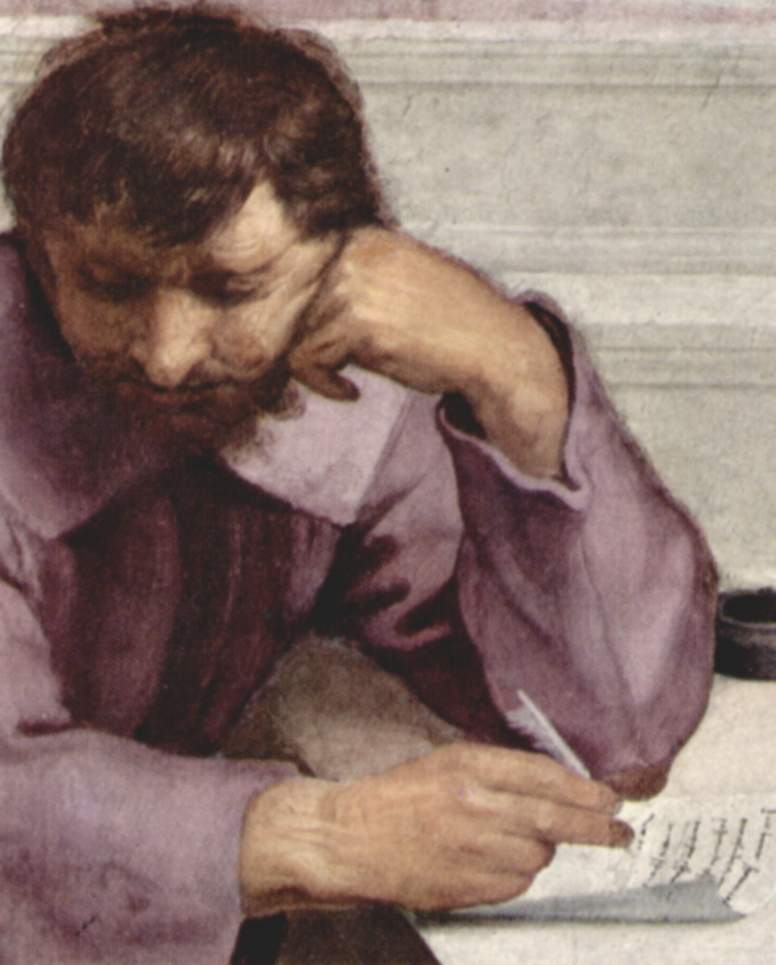
"هراکلیتوس" ورق‌هایی را روی سکو گذاشته و مشغول تفکر و یادداشت است.
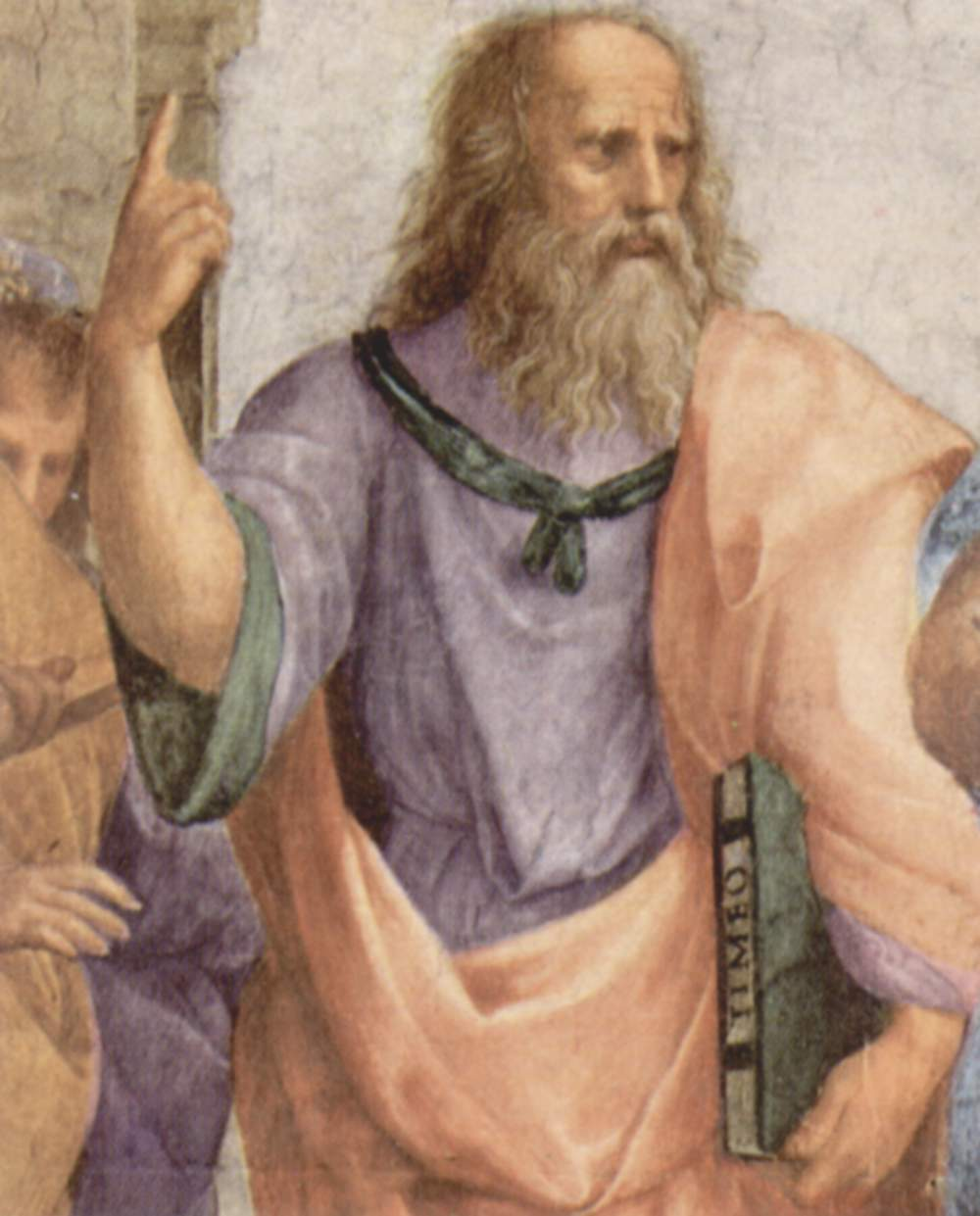
افلاطون با دست چپ "نیمائوس" کتاب مشهور خود را گرفته، دست راست خود را بالا برده و با انگشت به آسمان اشاره می‌کند.
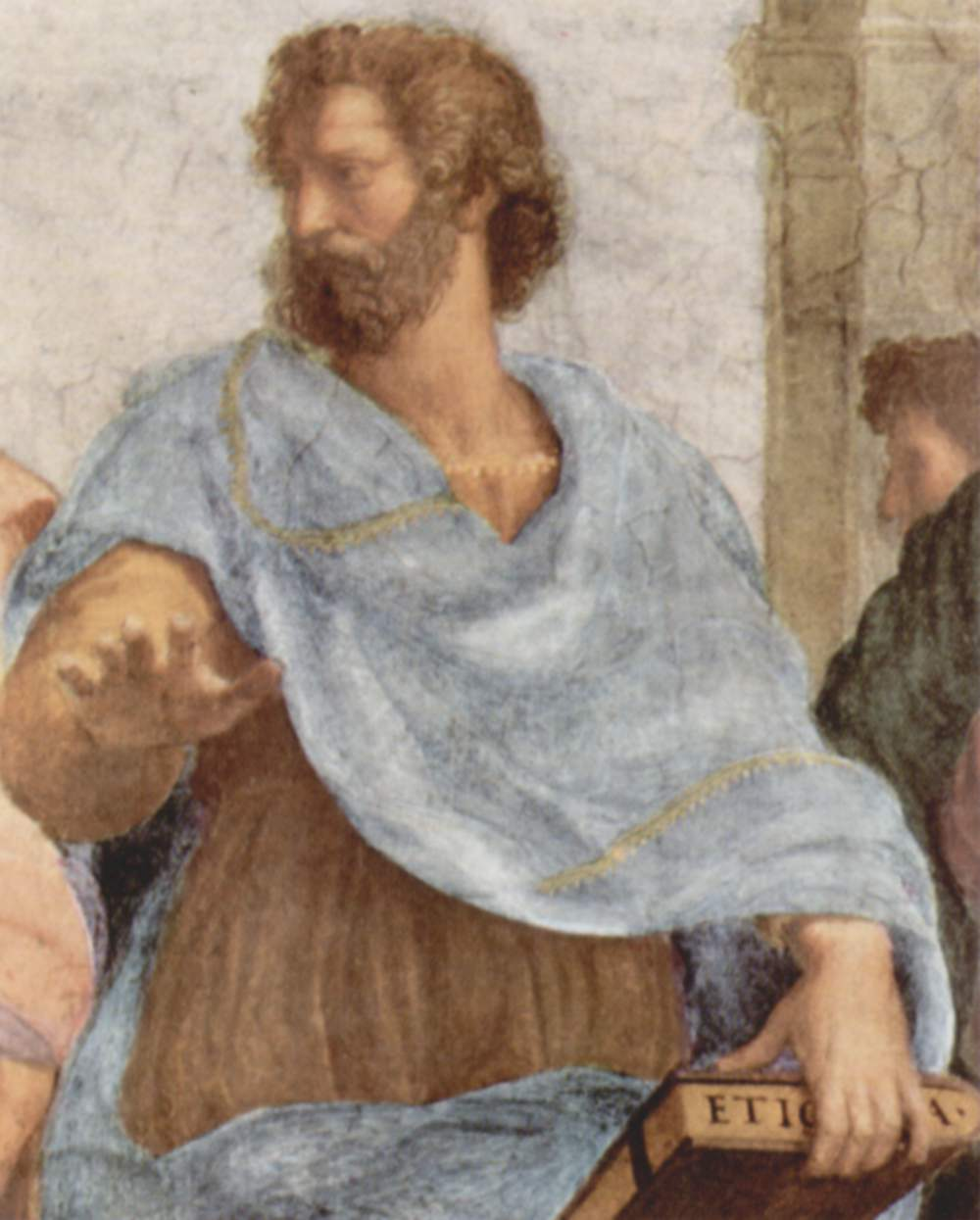
ارسطو نیز دست راستش را توازی با زمین گرفته که نشانگر تفکرات واقع‌گرایانه اوست، با دست دیگر نیز کتاب "اخلاقیات" خود را دربردارد.
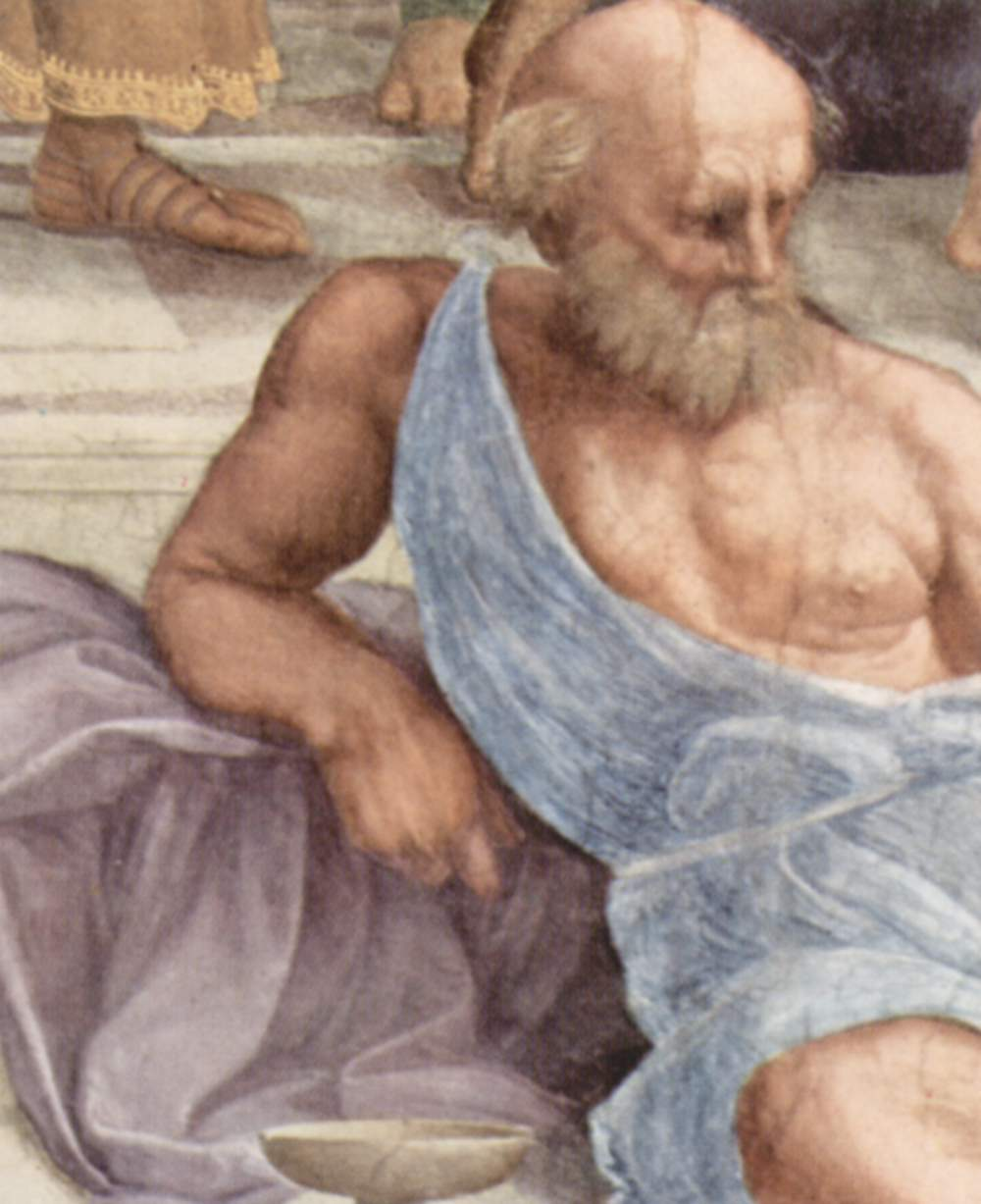
دیوژن" با لباسی نیمه‌عریان بر پلکان آرمیده است.
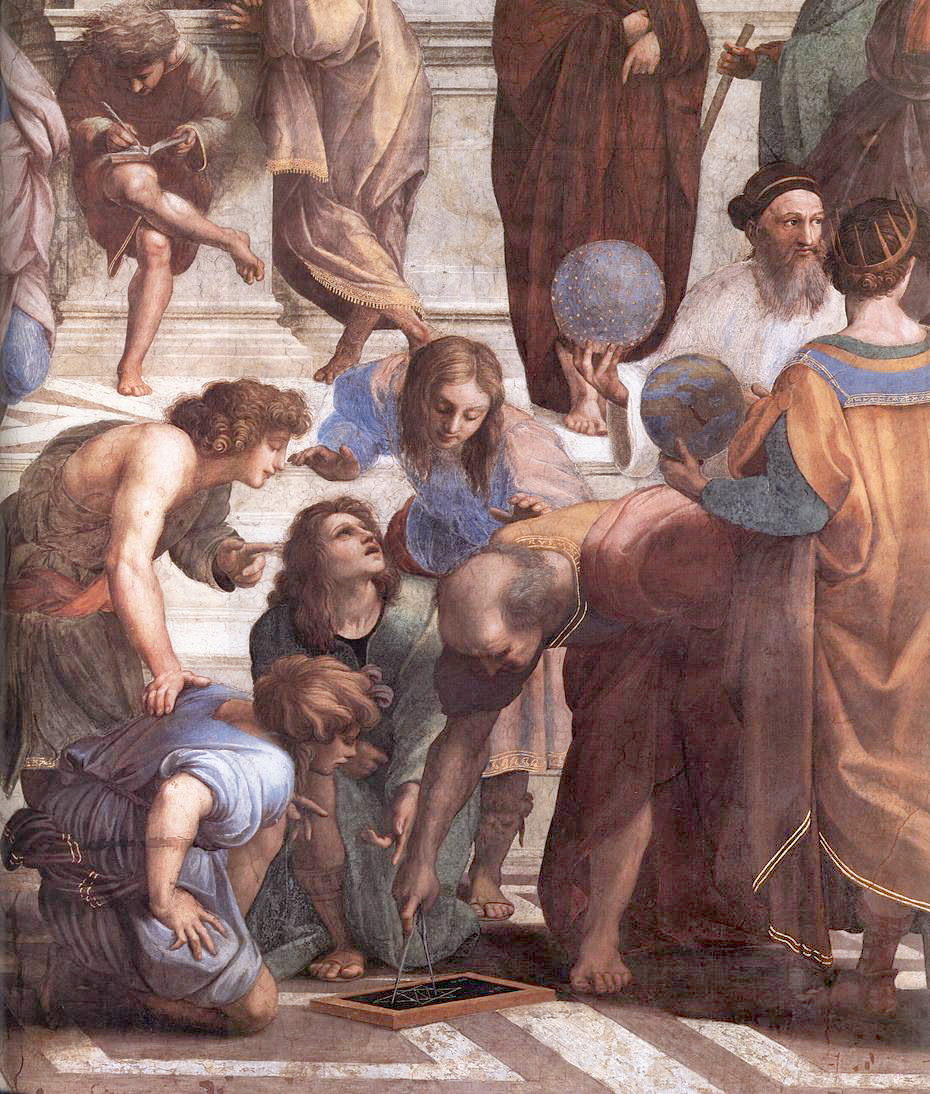
اِقلیدس" در گوشه سمت راستِ این دیوارنگاره در حال ترسیم اشکال هندسی به‌روی تخته سیاه است و شاگردانش گرد او جمع شدند. در بالای سر این جمعیت"اِفلوطین" آخرین فیلسوف متأثر از تمدن یونان نیز آرام و دست‌به‌سینه با ردایی سرخ گوشه‌ای ایستاده است و نظاره می‌کند.
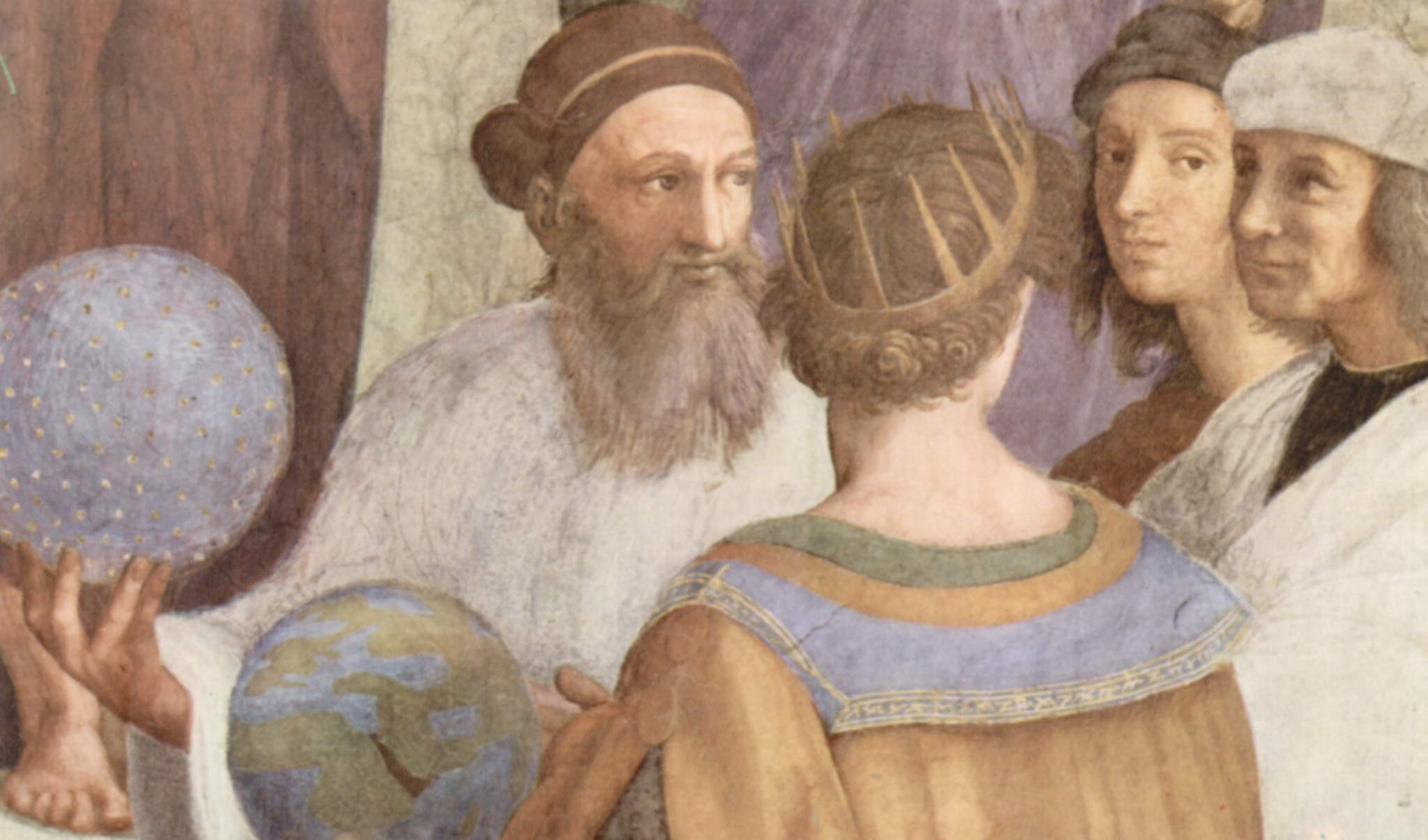
زرتشت خورگان با ردایی سفید و گوی آسمانی در دست به مباحثه با بطلمیوس ایستاده که گوی جهان‌نما در دست دارد. به‌باور برخی کارشناسان شخصی که گوی مینویی در دست دارد ابن‌سینا است نه زرتشت. رافائل تصویر خودش را نیز در این گوشه نقاشی در لباسی سرخ‌رنگ گنجانده است. شخص سفیدپوش کنار او سودوما نقاش هم‌عصر و هم‌وطن رافائل است.